# El dueño de las estrellas
El dueño de las estrellas es una comedia original de Juan Ruiz de Alarcón, publicada por primera vez en la Parte segvnda de las comedias del licenciado Iuan Rvyz de Alarcón y Mendoza, Relator del Consejo de Indias. (Barcelona: Sebastián de Cormellas, 1634).

## Análisis
Licurgo, de la isla de Creta, vive en un exilio autoimpuesto de Esparta, de donde salió para evtiar que se cumpliese un sombrío horóscopo. Una noche encuentra al rey de Creta en la cama de Diana, su esposa, y en lugar de asesinar a quien le ha deshonrado se suicida, burlando así el trágico destino que le habían impuesto los astros. A ello le ha conducido la razón exasperada: a evitar la fatalidad a costa del sacrificio. Este drama ético-político da un desenlace bastante original, aunque algo exagerado, al eterno conflicto de la lealtad en la relación soberano-vasallo.
El dueño de las estrellas es, como ya vimos, un drama de proporciones épicas que muestra el afán y la inclinación del dramaturgo por los temas históricos y mitológicos, como era habitual en la literatura barroca. Ruiz de Alarcön se esmera por reproducir la retórica y los modelos literarios dominantes a fin de ser reconocido como un dramaturgo digno del mejor círculo literario de su época. El dueño de las estrellas, junto con El anticristo, representa este afán, que sin embargo terminó en fracaso.